# Avenc del Xartolí
L'avenc del Xartolí és una cavitat oberta arran de mar situada entre la cala de l'Estany Podrit i la platja de la Llenya al municipi de l'Ametlla de Mar a la comarca del Baix Ebre.
En alguns mapes (ICGC) apareix amb el nom avenc del "Xertolí". El significat (etimologia) del nom (topònim) prové del gentilici masculí de Xert (Baix Maestrat) o de Xerta (Baix Ebre).

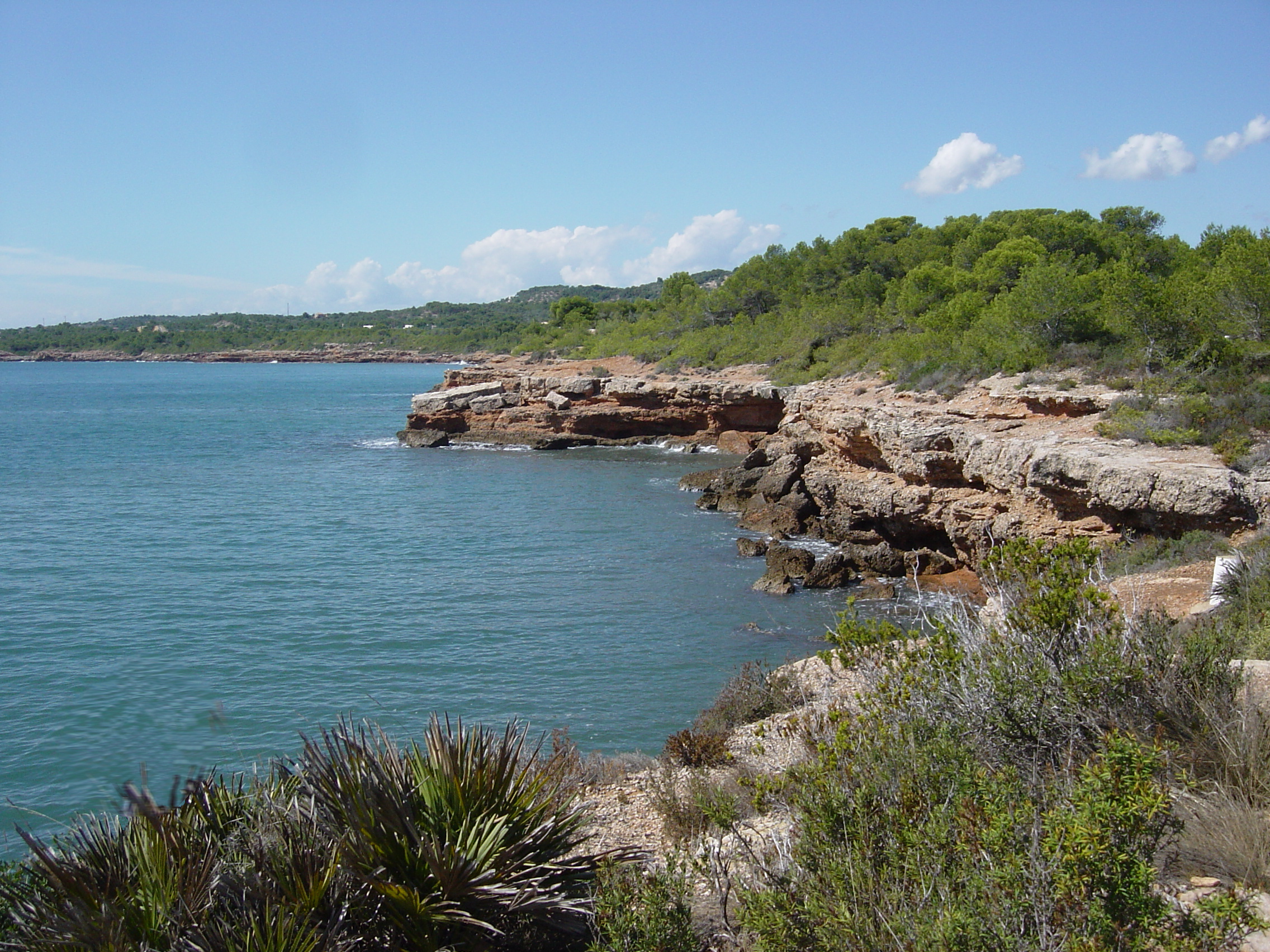
Vista cap al sud des del GR-92 on es pot observar la roca blanca i plana on es troba l'avenc del Xartolí.

S'hi accedeix des de l'Ametlla de Mar, seguint el camí de ronda i GR-92 Mediterrani en sentit sud que, un cop depassat un camping i una edificació i abans d'arribar a la urbanització l'Hidalgo, arribant a una punta o morro on hi una gran roca plana.